# Lampropelma nigerrimum
Lampropelma nigerrimum (лат.) — вид древесных пауков семейства пауков-птицеедов (Theraphosidae) подсемейства Ornithoctoninae. Пауки с острова Калимантан, перешедшие к норному образу жизни, выделены в отдельный подвид  Lampropelma nigerrimum arboricola.
Крупные пауки-птицееды, обладающие массивным телом чёрного цвета.

## Ареал
Вид встречается на территории маленького острова Сангир в Индонезии.

## Описание
Вид был описан французским арахнологам Эженом Симоном в 1892 году. Долгое время считался вымершим, пока не был открыт вновь в 2007 году Жан Мишелем Вердесом и Кристофом Бодуином.
Размеры половозрелых особей по телу достигают 6—8 см, в размахе лап — 17—19 см (в максимуме до 20 см). Половозрелые самки крупнее самцов и имеют массивные передние две пары ног.  Половая зрелость наступает у самок в 2—2,5 года, у самцов — 1—1,5 года. Для этого вида характерен выраженный половой диморфизм: окраска половозрелой самки угольно-чёрного цвета, окраска самцов пепельного, с полосатым рисунком на абдомене.

## Образ жизни
Lampropelma nigerrimum — древесный птицеед. Взрослые особи обычно селятся в дуплах деревьев, молодые пауки встречаются в трещинах скал, под рыхлой корой, в норах у подножий деревьев и даже в искусственных сооружениях, например мостах и дорожках. Ведут ночной образ жизни. Питаются главным образом насекомыми.

## Характер
Очень агрессивный, быстрый и непредсказуемый паук, ядовит.

## Содержание в неволе
Необходим высокий вертикальный террариум размером 45 × 30 × 30 см. В качестве субстрата можно использовать кокосовую стружку, достаточно высоты субстрата около 5—10 см или меньше. Так как вид древесный, необходимо на поверхности субстрата установить укрытие из куска коры или полого бревна, в котором паук сплетет себе убежище. Оптимальная температура в террариуме в пределах 26—28 ºС днем и 20—22 ºС ночью, влажность 80—90 %. Питание стандартное для птицеедов: насекомые, а также небольшие лягушки и новорожденные мыши.

### Разведение
После спаривания самка обычно убивает самца, что считается признаком успешного спаривания. Через 2 месяца из яиц вылупляются нимфы, в коконе обычно содержится от 100 до 150 яиц.